# کونوزان توشو
کونوزان توشو (انگلیسی: Kunōzan Tōshō-gū) یک معبد شینتویی در شهر شیزوئوکا در استان شیزوئوکا در ژاپن است. این معبد در اصل محل دفن اولین شوگون از شوگون‌سالاری توکوگاوا بنام توکوگاوا ایه‌یاسو بوده است و قدیمی‌ترین معبد توشو در این کشور است.